# Доленє Доле
Доленє Доле (словен. Dolenje Dole) — поселення в общині Шкоцян, регіон Південно-Східна Словенія, Словенія.